# Янсонс, Марис Арвидович
Ма́рис Арвидович Я́нсонс (латыш. Mariss Ivars Georgs Jansons; 14 января 1943, Рига — 1 декабря 2019, Санкт-Петербург) — советский, латвийский и российский дирижёр еврейского происхождения. Народный артист РСФСР (1986). Художественный руководитель и главный дирижёр Симфонического оркестра Баварского радио (2003—2019).

## Биография

### Появление на свет
Сын дирижёра, народного артиста СССР Арвида Янсонса. Мать — оперная певица Ида Блюменфельд (впоследствии Ираида Германовна Блюменфельд, ?—2003), родила его в укрытии, в котором, будучи еврейкой, была спрятана мужем в годы оккупации Риги. Все родственники Янсонса по материнской линии погибли в Рижском гетто. Мать избежала депортации в гетто, так как в первые дни оккупации её отец, инженер-технолог Герман Менделевич Блюменфельд (1875—1941) договорился с двумя латышскими врачами, чтобы они подтвердили, что она приёмная дочь, удочерённая из русской семьи. В это непростое военное время родителям помогал друг семьи, оперный певец Марис Ветра, и когда 14 января 1943 года родился мальчик, его назвали в честь их друга Марисом.

### Рижское детство
Первые полтора года жизни Марис провёл в укрытии вместе с матерью. В детстве обучался у отца игре на скрипке, учился в латышской 49-й средней школе Риги. В музыкальной школе имени Э. Дарзиня, созданной по принятой в СССР модели при Латвийской государственной консерватории для одарённых детей, он учился вместе с будущим скрипачом Гидоном Кремером, композитором Георгом Пелецисом, дирижёром Александром Вилюманисом.

### Становление музыканта
В 1952 году Евгений Мравинский пригласил Арвида Янсонса вторым дирижёром в Ленинградский филармонический оркестр, и спустя 10 лет, в 1956 году, семья переехала в Ленинград, где Марис продолжил обучение в специальной музыкальной школе при Ленинградской государственной консерватории. Уровень этой школы был несравнимо выше, чем в Риге. Кроме того, 13-летнему подростку приходилось осваивать русский язык, которым он владел слабо. Первоначально он занимался по классу скрипки, где познакомился с Соломоном Волковым и Владимиром Спиваковым.

В 1962 году он поступил в Ленинградскую государственную консерваторию в классы фортепиано и дирижирования Николая Рабиновича.
«Я всю свою жизнь безумно тружусь. Это моё кредо и моя мораль. К тому же у меня был ещё один момент — мой отец, его имя. Знаете, как тогда относились: рабочая династия или три поколения доярок — великолепно. А если папа и мама интеллигенты, то давайте-ка ребёночка прижмём! Поэтому я всегда все делал сам. Мой отец никогда никого за меня не просил. И это выработало во мне колоссальные положительные качества».
С 1969 по 1972 год совершенствовался в Вене у Ханса Сваровски и в Зальцбурге у Герберта фон Караяна. После победы Янсонса на конкурсе дирижёров в Берлине в 1971 году Караян предложил молодому музыканту стать его ассистентом в Берлинской филармонии, однако советские власти наложили на это запрет.
Два года спустя Янсонс получил место ассистента дирижёра оркестра Ленинградской филармонии, c 1985 года он — ассистент главного дирижёра Евгения Мравинского.

### Во главе оркестра Осло
С 1979 года занимал место музыкального руководителя оркестра Филармонии Осло, что стало возможно благодаря связям Евгения Мравинского, убедившего советские власти выпустить молодого дирижёра работать в капиталистическую страну.
За время работы с коллективом (до 2000) Янсонс значительно поднял его исполнительский уровень, доведя его до мировых стандартов. Придя в оркестр, он не уволил ни одного музыканта, пообещав своему коллективу «уйти с ним на пенсию вместе»."Можно было сделать одну-другую «операцию», но гораздо важнее было научиться играть с энтузиазмом и надеждой. Они были молоды, я тоже. Мы хотели стать одной семьей. И стали", — вспоминал маэстро. Кроме того, он добился повышения зарплаты музыкантам, настойчиво требуя этого от руководства филармонии и привлекая общественное мнение к этой проблеме. Под его руководством оркестр даже объявил месячную забастовку, которую поддержала норвежская общественность. И правительство приняло решение повысить музыкантам зарплаты.
С этим оркестром Янсонс выступал в Карнеги-холле, на Зальцбургском фестивале, в Токио и на других концертных площадках, а также сделал ряд записей сочинений русских и европейских композиторов, в том числе всех симфоний Чайковского, оркестровых произведений Дворжака, Сибелиуса и других авторов.

### С 1994 года
С 1994 года сотрудничал с Венским филармоническим оркестром. Дирижировал Новогодними концертами в 2006, 2012, 2016 годах.
В 2004—2016 являлся главным дирижёром нидерландского Концертгебау.
Среди других коллективов, с которыми работал Янсонс, — Берлинский филармонический оркестр, симфонический оркестр Баварского радио, Чикагский, Кливлендский и Питтсбургский симфонические оркестры. С 1992 года также периодически работал в Латвии, выступая с концертами.
Долгие годы страдал болезнью сердца (первый инфаркт пережил в 53 года, в 1996 году, во время выступления в Осло, затем перенёс операцию по установке кардиостимулятора). С тех пор с ним рядом во время гастроей постоянно находилась его супруга Ирина, врач по профессии.
Марис Янсонс скончался от острой сердечной недостаточности у себя дома в Санкт-Петербурге в ночь с 30 ноября на 1 декабря 2019 года. Похоронен рядом с родителями на Литераторских мостках Волковского кладбища.

## Творчество
Репертуар Янсонса очень широк, однако основу его составляют сочинения композиторов XIX и начала XX века — Берлиоза, Малера, Сибелиуса, Рахманинова. Игру оркестра под его управлением отличает яркость звучания, глубина понимания замысла композитора, точное следование нюансам. Как глава Филармонического оркестра Осло стал обладателем норвежского Королевского ордена почёта.
Многочисленные диски Янсонса пользуются большой популярностью и неоднократно удостаивались различных наград. Он записал цикл всех симфоний и концертов Рахманинова с ЗКР АСО СПб филармонии, все симфонии Шостаковича с несколькими ведущими оркестрами Европы и Америки. Выступал с такими выдающимися солистами, как Марта Аргерих, Даниэль Баренбойм, Пласидо Доминго, Томас Квастхофф, Денис Мацуев.
Янсонс вёл активную преподавательскую деятельность, выступал на радио и телевидении, с 1995 работал в Петербургской консерватории, где преподавал дирижирование и руководил студенческим симфоническим оркестром.

## Награды и звания
- Профессор кафедры дирижирования Санкт-Петербургской консерватории[22]
- Народный артист РСФСР (1986)[22]
- Заслуженный артист РСФСР (1979)
- Лауреат Международного конкурса Фонда Герберта фон Караяна (Берлин, 1971)[22]
- Лауреат Премии года Андерса (Норвегия)[22]
- Командор со звездой Королевского ордена «За заслуги» (Норвегия, 1 июля 1994)[23][22]
- Почётный член Королевской Академии музыки в Лондоне (1999)[22]
- Почётный член Общества друзей музыки в Вене[22]
- Премия «Грэмми» за исполнение Тринадцатой симфонии Шостаковича (2005)
- Великий офицер ордена Трёх звёзд (Латвия, 20 марта 2006 года)[24]
- Международная премия «Балтийская звезда» (2007)[25]
- Австрийский почётный крест «За науку и искусство» (Австрия, 2008)[26]
- Кавалер ордена «За заслуги перед культурой»[рум.] в категории B «Музыка» (Румыния, 2009)[27].
- Орден Максимилиана «За достижения в науке и искусстве» (Бавария, 2010)[28]
- Почётный знак «За заслуги перед Санкт-Петербургом» (2013)[29]
- Премия Эрнста фон Сименса (2013)[30]
- Большой командорский крест ордена «За заслуги перед Федеративной Республикой Германия» (Германия, 2013)[31]
- Рыцарь ордена Нидерландского льва (Нидерланды, 2013)[32]
- Баварский орден «За заслуги» (Бавария, 2018)
- Золотая медаль британского Королевского филармонического общества (Royal Philharmonic Society).

Введён в Зал славы журнала Gramophone.

## Место жительства
Место жительства в Риге — ул. Кирова, 57. Сейчас в этом доме находятся квартиры экс-президентов Латвии Г. Улманиса и В. Вике-Фрейберги, а в квартире Янсонсов после них жил классик латышской литературы Андрей Упит и там ныне находится его мемориальный музей. В начале 1950-х годов Янсонсам дали новую квартиру на ул. Ленина, 66.
Место жительства в Санкт-Петербурге — Толстовский дом.

## Фильмография
- О творчестве Мариса Янсонса в 1999 году режиссёром Марой Страуме снят документальный фильм.